# Allochernes elbursensis
Allochernes elbursensis es una especie de arácnido del orden Pseudoscorpionida de la familia Chernetidae.

## Distribución geográfica
Se encuentra en algunas zonas de Irán.